# Toonville
Toonville, ou Toontown, est la ville des toons. C'est une ville imaginaire, lieu de résidence des personnages décrits dans les cartoons. Elle serait voisine d'Hollywood en Californie.
C'est le film Qui veut la peau de Roger Rabbit (1988) qui décrit le plus cette ville imaginaire. Elle héberge tous les personnages de l'animation, quels que soient leurs producteurs.
Le jeu qui décrit le plus Toonville est Disney's Toontown Online.
La ville est aussi réutilisée dans les deux séries avec le personnage Bonkers D. Bobcat de Disney : He's Bonkers et Bonkers, et la série Tous en boîte.
Il existe deux Mickey's Toontown dans les parcs Disney, où seuls les personnages de la firme sont présents, à Disneyland en Californie et à Tokyo Disneyland. Il n'existe qu'une déclinaison « campagnarde » au Magic Kingdom de Walt Disney World Resort en Floride et la « partie studios cinématographiques » au sein du parc Walt Disney Studios en France.

## Jeux vidéo dérivés
- Disney's Toontown Online (2003-2013)
- Toontown Rewritten (en) (2013-2020+)